# Krokagylet (Kyrkhults socken, Blekinge, 624608-142190)
Krokagylet är en sjö i Olofströms kommun i Blekinge och ingår i Skräbeåns huvudavrinningsområde.